# Diocesi di Rēzekne-Aglona
La diocesi di Rēzekne-Aglona (in latino: Dioecesis Rezeknensis-Aglonensis) è una sede della Chiesa cattolica in Lettonia suffraganea dell'arcidiocesi di Riga. Nel 2022 contava 79.500 battezzati su 276.570 abitanti. È retta dal vescovo Jānis Bulis.

## Territorio

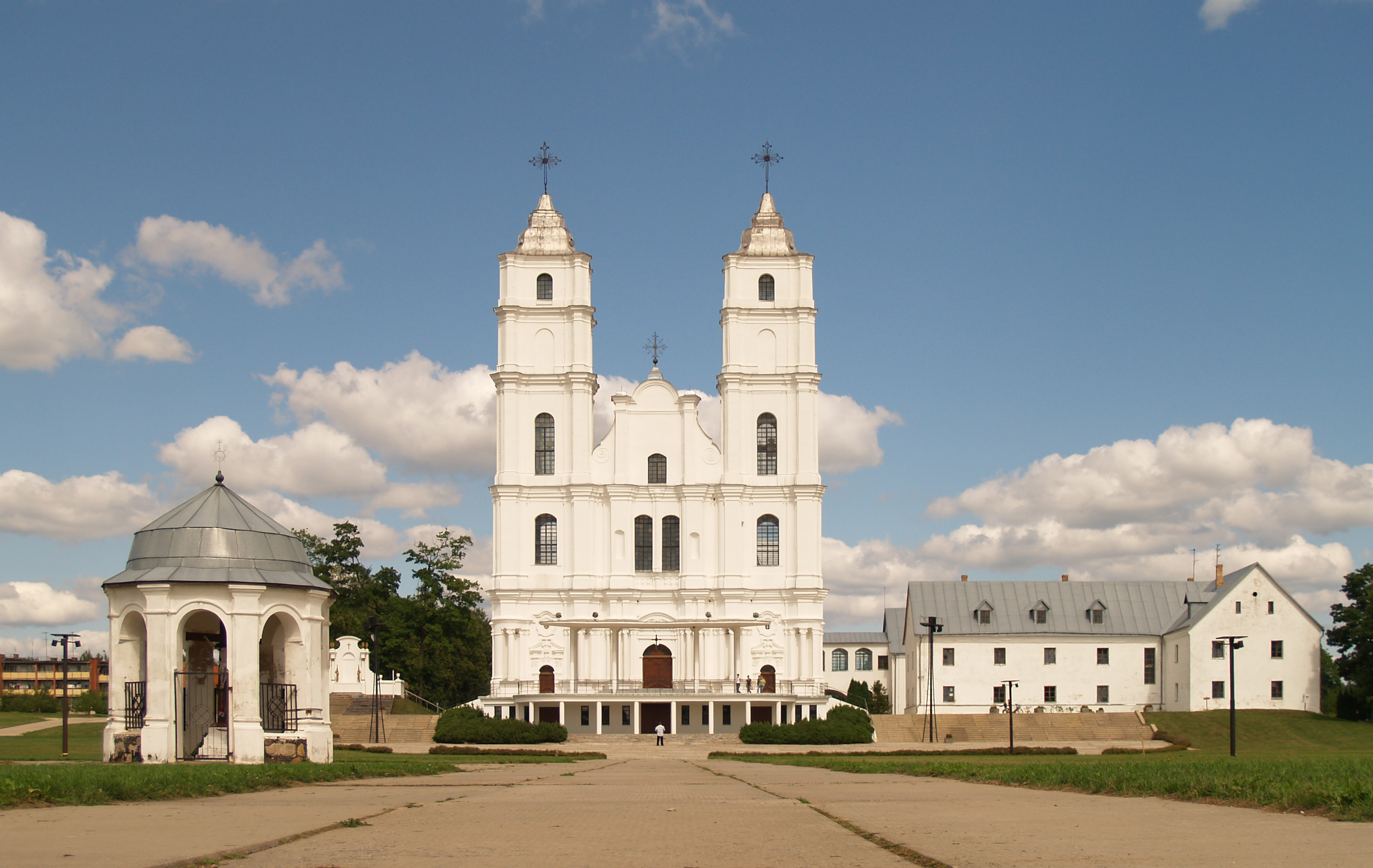
Santuario di Aglona

La diocesi comprende la parte orientale della Lettonia, corrispondente alla regione storica della Letgallia.
Sede vescovile è la città di Rēzekne, dove si trova la cattedrale del Sacro Cuore di Gesù (Jēzus Sirds katedrāle). Ad Aglona si trova la più importante basilica mariana del Paese, dedicata a Maria Assunta, centro di un importante pellegrinaggio per i cattolici lettoni.
Il territorio è suddiviso in 110 parrocchie.

## Storia
La diocesi è stata eretta il 2 dicembre 1995 con la bolla Ad aptius consulendum di papa Giovanni Paolo II, ricavandone il territorio dall'arcidiocesi di Riga.

## Cronotassi dei vescovi
Si omettono i periodi di sede vacante non superiori ai 2 anni o non storicamente accertati.
- Jānis Bulis, dal 7 dicembre 1995

## Statistiche
La diocesi nel 2022 su una popolazione di 276.570 persone contava 79.500 battezzati, corrispondenti al 28,7% del totale.
| anno | popolazione | popolazione | popolazione | presbiteri | presbiteri | presbiteri | presbiteri                | diaconi | religiosi | religiosi | parrocchie |
| anno | battezzati  | totale      | %           | numero     | secolari   | regolari   | battezzati per presbitero | diaconi | uomini    | donne     | parrocchie |
| ---- | ----------- | ----------- | ----------- | ---------- | ---------- | ---------- | ------------------------- | ------- | --------- | --------- | ---------- |
| 1999 | 116.077     | 400.000     | 29,0        | 53         | 46         | 7          | 2.190                     |         | 7         | 33        | 106        |
| 2000 | 115.984     | 390.500     | 29,7        | 52         | 46         | 6          | 2.230                     |         | 6         | 31        | 109        |
| 2001 | 115.187     | 389.500     | 29,6        | 53         | 47         | 6          | 2.173                     |         | 6         | 31        | 109        |
| 2002 | 112.451     | 387.163     | 29,0        | 54         | 48         | 6          | 2.082                     |         | 6         | 27        | 109        |
| 2003 | 111.401     | 389.800     | 28,6        | 58         | 50         | 8          | 1.920                     |         | 8         | 28        | 109        |
| 2004 | 107.215     | 388.636     | 27,6        | 58         | 50         | 8          | 1.848                     |         | 8         | 28        | 109        |
| 2010 | 102.234     | 320.730     | 31,9        | 66         | 56         | 10         | 1.549                     |         | 10        | 28        | 108        |
| 2014 | 88.720      | 301.053     | 29,5        | 66         | 58         | 8          | 1.344                     |         | 8         | 27        | 108        |
| 2017 | 85.476      | 287.500     | 29,7        | 68         | 61         | 7          | 1.257                     |         | 7         | 26        | 108        |
| 2020 | 82.349      | 282.150     | 29,2        | 62         | 56         | 6          | 1.328                     |         | 6         | 26        | 198        |
| 2022 | 79.500      | 276.570     | 28,7        | 60         | 52         | 8          | 1.325                     |         | 8         | 25        | 110        |